# 컴백쇼 뮤톡 라이브
《컴백쇼 뮤톡 라이브》는 2020년 9월 14일부터 방송 중인 카카오TV 오리지널 예능이다.

## 개요
MC 양요섭과 함께하는 국내 최정상 아티스트들의 가장 빠른 컴백쇼. 화려한 무대는 기본! 실시간 오픈 채팅을 통해 팬과 아티스트의 다이렉트 소통이 가능한 신개념 라이브 뮤직쇼

## 출연진
- 양요섭

## 에피소드 목록
본 프로그램은 질병관리청 방역 지침에 따라, 코로나19 범유행과 관련해 출연진, 스태프 관계자들의 개인 위생수칙을 준수합니다.

### 2020년
| 회차 | 방송일    | 아티스트                                        | 비고 |
| ---- | --------- | ----------------------------------------------- | ---- |
| 1    | 9월 14일  | 하이어 뮤직                                     |      |
| 2    | 9월 21일  | 문빈&산하(아스트로), 프로미스나인, 산들, 장우혁 |      |
| 3    | 10월 7일  | 우주소녀 쪼꼬미, 에버글로우                     |      |
| 4    | 10월 12일 | 위아이, 위키미키                                |      |
| 5    | 10월 19일 | 위클리, 펜타곤, 임창정                          |      |
| 6    | 10월 26일 | B1A4, 이달의 소녀                               |      |
| 7    | 11월 2일  | TXT, CIX                                        |      |
| 8    | 11월 9일  | 몬스타엑스, 마마무                              |      |
| 9    | 11월 16일 | 여자친구, 비투비 포유                           |      |

## 같이 보기
- 카카오M